# رامین زمانی
رامین زمانی (زادهٔ ۲٢ اردیبهشت ۱۳۴٢) آهنگ‌ساز،  موسیقی‌دان، تنظیم‌کنندهٔ و ترانه‌سرای ایرانی است. 

## آثار[۳]
آثاری که رامین زمانی در آنها به عنوان آهنگساز،  تنظیم‌کنندهٔ و ترانه‌سرا نقش داشته است. 

### ‌‌بلک کتس
- آلبوم سیندرلا (۱٣٧٨)

| نام ترانه | ترانه‌سرا       | آهنگساز     | تنظیم       |
| --------- | -------------- | ----------- | ----------- |
| لیلی      | رامین زمانی    | رامین زمانی | رامین زمانی |
| نرو       | رامین زمانی    | رامین زمانی | رامین زمانی |
| سوگند     | رامین زمانی    | رامین زمانی | رامین زمانی |
| نسل عشق   | پاکسیما زکی‌پور | رامین زمانی | رامین زمانی |

- آلبوم پاپ فادر (١٣٨٢)

| نام ترانه       | ترانه‌سرا    | آهنگساز     | تنظیم                    |
| --------------- | ----------- | ----------- | ------------------------ |
| بگو منو کم داری | رامین زمانی | رامین زمانی | رامین زمانی              |
| کت من           | شهبال شب‌پره | شهبال شب‌پره | رامین زمانی و هومن جعفری |

### فریدون آسرایی
- آلبوم  سرگذشت (۱۳۷۷)

| نام ترانه | ترانه سرا     | آهنگساز       | تنظیم       |
| --------- | ------------- | ------------- | ----------- |
| افسون     | فریدون آسرایی | فریدون آسرایی | رامین زمانی |
| تو ندانی  | فریدون آسرایی | فریدون آسرایی | رامین زمانی |
| رفتم      | فریدون آسرایی | فریدون آسرایی | رامین زمانی |
| تهرون     | فریدون آسرایی | فریدون آسرایی | رامین زمانی |
| وطن       | فریدون آسرایی | فریدون آسرایی | رامین زمانی |

- آلبوم اولین سلام (۱۳۸۰)

| نام ترانه  | ترانه سرا      | آهنگساز     | تنظیم       |
| ---------- | -------------- | ----------- | ----------- |
| اولین سلام | پاکسیما زکی‌پور | رامین زمانی | رامین زمانی |
| شاهچراغ    |                | محلی        | رامین زمانی |
| ایرانم     | رامین زمانی    | رامین زمانی | رامین زمانی |
| دختر بندر  | رامین زمانی    | رامین زمانی | رامین زمانی |
| گل‌اندام    | رامین زمانی    | رامین زمانی | رامین زمانی |

### لیلا فروهر
- آلبوم یک بوسه (١٣٨۴)

| نام ترانه        | ترانه‌سرا      | آهنگ‌ساز     | تنظیم‌کننده |
| ---------------- | ------------- | ----------- | ---------- |
| وقتی به تو می‌رسم | زویا زاکاریان | رامین زمانی | محمد ستاری |

- آلبوم ماه من (١٣٨٧)

| نام ترانه           | ترانه‌سرا       | آهنگ‌ساز     | تنظیم‌کننده                |
| ------------------- | -------------- | ----------- | ------------------------- |
| ماه من              | مریم حیدرزاده  | رامین زمانی | واچیک هووی                |
| مجنون به لیلا می‌رسه | مهیار کاظم‌زاده | رامین زمانی | شهرام آذر                 |
| مگه میشه            | مریم حیدرزاده  | رامین زمانی | رامین زمانی دانیل ، شاهین |
| بهانه               | مریم حیدرزاده  | رامین زمانی | پوریا نیاکان              |
| آرزوی من این است    | مریم حیدرزاده  | رامین زمانی | رامین زمانی خشایار احمدیه |
| به جون تو           | مریم حیدرزاده  | رامین زمانی | روما کانیان               |
| خیلی سخته           | مریم حیدرزاده  | رامین زمانی | رامین زمانی               |

### کامران و هومن
- آلبوم بیست (١٣٨۴)

| نام ترانه           | ترانه‌سرا      | آهنگساز     | تنظیم |
| ------------------- | ------------- | ----------- | ----- |
| بیست                | مریم حیدرزاده | رامین زمانی |       |
| اون با من           | مریم حیدرزاده | رامین زمانی |       |
| فدای سرت            | مریم حیدرزاده | رامین زمانی |       |
| منو ببخش            | مریم حیدرزاده | رامین زمانی |       |
| اگه عشق من تو نیستی | مریم حیدرزاده | رامین زمانی |       |
| اونی که می‌خواستم    | مریم حیدرزاده | رامین زمانی |       |
| من تو رو می خوام    | مریم حیدرزاده | رامین زمانی |       |
| با تشکر از شما      | اشکان رحیمی   | رامین زمانی |       |

- آلبوم شناسنامه (١٣٩٠)

| نام ترانه             | ترانه‌سرا                     | آهنگساز                  | تنظیم                                |
| --------------------- | ---------------------------- | ------------------------ | ------------------------------------ |
| نمیدونم چرا           | رامین زمانی                  | رامین زمانی کامران وهومن | پیام شمس - روما کانیان               |
| فرشته نجات            | مریم حیدرزاده - رامین زمانی  | رامین زمانی              | روما کانیان                          |
| وقتی کسی رو دوست داری | مریم حیدرزاده                | رامین زمانی              | پیام شمس                             |
| تو به من نشون دادی    | رامین زمانی - مهیار کاظم‌زاده | رامین زمانی              | پیام شمس                             |
| مثل خودت              | رامین زمانی                  | رامین زمانی              | پیام شمس - روما کانیان و شایان امیری |
| حسودی                 | مریم حیدرزاده                | رامین زمانی              | فرهاد زند                            |
| خالی                  | رامین زمانی                  | رامین زمانی              | روما کانیان                          |
| من اگه نباشم          | مریم حیدرزاده - رامین زمانی  | رامین زمانی              | پیام شمس                             |
| شناسنامه              | رامین زمانی                  | رامین زمانی              | روما کانیان                          |

### هنگامه
- آلبوم برای دیدن تو (۱۳۸۳)

| شماره | نام ترانه                          | ترانه‌سرا      | آهنگساز     | تنظیم                      |
| ----- | ---------------------------------- | ------------- | ----------- | -------------------------- |
| ۱     | برای دیدن تو                       | هما میرافشار  | رامین زمانی | رامین زمانی/ دیوید بتسامو  |
| ۲     | بی تو هرگز                         | مریم حیدرزاده | رامین زمانی | شهرام آذر                  |
| ۳     | دعا                                | مریم حیدرزاده | رامین زمانی | رامین زمانی / دیوید بتسامو |
| ۴     | وقتی رفت                           | مریم حیدرزاده | رامین زمانی | رامین زمانی                |
| ۵     | نقاشی                              | مریم حیدرزاده | رامین زمانی | رامین زمانی                |
| ۶     | ایرانم (با کامران و فریدون آسرایی) | رامین زمانی   | رامین زمانی | رامین زمانی                |
| ۷     | سفر                                | مریم حیدرزاده | رامین زمانی | شهرام آذر                  |

آلبوم ارتش صلح (۱۳۸۵)
| شماره | نام ترانه           | ترانه‌سرا        | آهنگساز     | تنظیم       |
| ----- | ------------------- | --------------- | ----------- | ----------- |
| ۱     | یا تو یا هیچ‌کس دیگه | مریم حیدرزاده   | رامین زمانی | رامین زمانی |
| ۲     | معجزه               | مریم حیدرزاده   | رامین زمانی | رامین زمانی |
| ۳     | ارتش صلح            | رامین زمانی     | رامین زمانی | رامین زمانی |
| ۴     | ادعا                | مسلم هاشمی      | رامین زمانی | رامین زمانی |
| ۵     | بهونه               | مریم حیدرزاده   | رامین زمانی | رامین زمانی |
| ۶     | آخر خط من و تو      | شاهکار بینش‌پژوه | رامین زمانی | روما کانیان |
| ۷     | ایران               | رامین زمانی     | رامین زمانی | رامین زمانی |

## جوایز
زمانی در سال ١٣٩۴ به عنوان بهترین آهنگساز ایرانی شناخته شد و 
در مراسمی جایزه ویژه بهترین آهنگساز ایرانی به او اهدا شد. 